# 106-я гвардейская стрелковая дивизия
106-я гвардейская стрелковая дивизия — воинское соединение РККА, принимавшее участие в Великой Отечественной войне в составе 9-й гвардейской армии.

## История
Приказом Ставки Верховного Главнокомандования № 0047 от 18 декабря 1944 года 16-я гвардейская воздушно-десантная дивизия была переименована в 106 гвардейскую стрелковую дивизию.

## Награды и почётные наименования
- Почетное звание «Гвардейская» — присвоено приказом Народного комиссара обороны СССР за проявленную отвагу в боях за Отечество с немецкими захватчиками, за стойкость, мужество, дисциплину и организованность.
- 26 апреля 1945 года —  Орден Кутузова  II степени — награждена указом Президиума Верховного Совета СССР от 26 апреля 1945 года за образцовое выполнение заданий командования в боях с немецкими захватчиками при овладении городами Секешфехервар, Мор, Зирез , Веспрем, Эньинг и проявленные при этом доблесть и мужество.[1]
- 17 мая 1945 года —  Орден Красного Знамени  — награждена указом Президиума Верховного Совета СССР от 17 мая 1945 года за образцовое выполнение заданий командования в боях с немецкими захватчиками при овладении городом Вена и проявленные при этом доблесть и мужество.[2]

## Состав
- 347-й гвардейский стрелковый полк
- 351-й гвардейский стрелковый полк
- 355-й гвардейский стрелковый полк
- 57-я гвардейская дивизионная артиллерийская ордена Александра Невского бригада в составе:
  - 205-й гвардейский пушечный артиллерийский полк
  - 211-й гвардейский гаубичный артиллерийский Рижский (?)[3] полк
  - 534-й гвардейский миномётный Выборгский[4] полк
- 123-й отдельный гвардейский истребительно-противотанковый дивизион
- 107-й отдельный гвардейский зенитный артиллерийский дивизион
- 118-я отдельная гвардейская разведывательная рота
- 139 -й отдельный гвардейский сапёрный батальон
- 193-й отдельный гвардейский батальон связи
- 234-й отдельный медико-санитарный батальон
- 117-я отдельная гвардейская рота химической защиты
- 320-я автотранспортная рота
- 393-я полевая хлебопекарня
- 385 -й дивизионный ветеринарный лазарет
- 3186-я полевая почтовая станция
- 2004 -я полевая касса Государственного банка СССР[5]
- 34-я отдельная армейская штрафная рота

## Периоды вхождения в состав Действующей армии
- 21 февраля 1945 года — 11 мая 1945 года[5].

## Подчинение
| Дата            | Фронт (округ)                               | Армия                  | Корпус                             | Примечания |
| --------------- | ------------------------------------------- | ---------------------- | ---------------------------------- | ---------- |
| 18.12.1944 года | Резерв Ставки Верховного Главнокомандования | -                      | 38-й гвардейский стрелковый корпус | -          |
| 01.01.1945 года | Резерв Ставки Верховного Главнокомандования | -                      | 38-й гвардейский стрелковый корпус | -          |
| 01.02.1945 года | Резерв Ставки Верховного Главнокомандования | 9 -я гвардейская армия | 38-й гвардейский стрелковый корпус | -          |
| 01.03.1945 года | 2-й Украинский фронт                        | 9-я гвардейская армия  | 38-й гвардейский стрелковый корпус | -          |
| 01.04.1945 года | 3-й Украинский фронт                        | 9-я гвардейская армия  | 38-й гвардейский стрелковый корпус | -          |
| 01.05.1945 года | 3-й Украинский фронт                        | 9-я гвардейская армия  | 38-й гвардейский стрелковый корпус | -          |

## Командиры
- Виндушев, Константин Николаевич, гвардии генерал-майор, (декабрь 1944 года — май 1945 года)